# 화장대

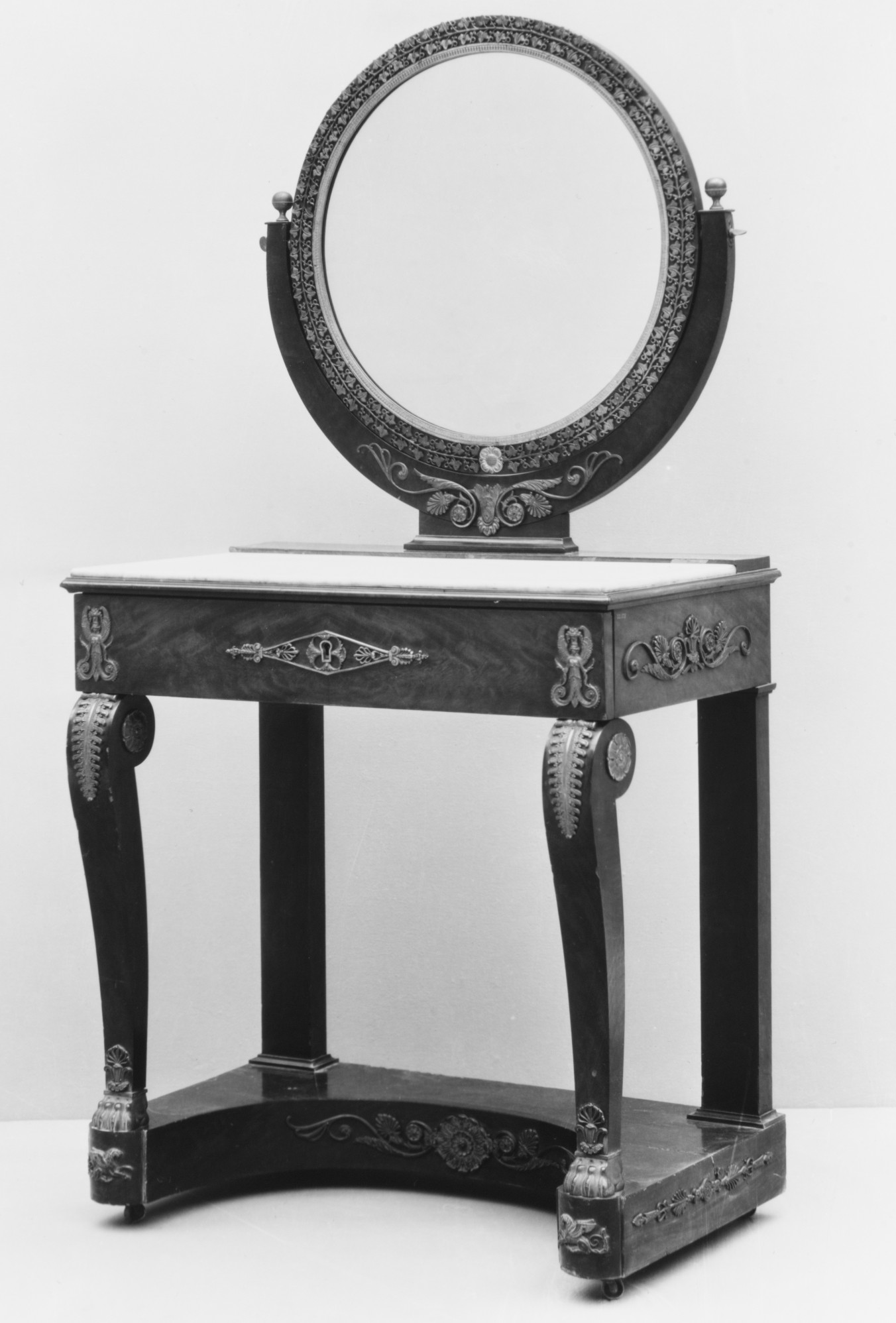
화장대

화장대(化粧臺)는 화장을 하기 위해 특별히 설계된 책상이다.